# Ptychoptera garhwalensis
Ptychoptera garhwalensis is een muggensoort uit de familie van de glansmuggen (Ptychopteridae). De wetenschappelijke naam van de soort werd voor het eerst geldig gepubliceerd in 1959 door Charles Paul Alexander.